# ハインツ・ホリガー
ハインツ・ローベルト・ホリガー（Heinz Robert Holliger, 1939年5月21日 - ）は、スイスのオーボエ奏者、指揮者、作曲家。

## 人物・来歴
スイス・ランゲンタール出身。ベルン音楽院とバーゼル音楽院で音楽教育を受ける。ヴェレシュ・シャーンドルと、ピエール・ブーレーズに作曲を師事。オーボエはスイスでエミール・カッサノウ、パリ音楽院でピエール・ピエルロ、ピアノをイヴォンヌ・ルフェビュールに師事。
オーボエ奏者としての卓越した演奏・楽曲解釈とともに、作曲家としても著名であり、また指揮者としても活動しており、ポーランドなど東欧の現代作曲家の作品などを積極的に紹介してきた。教育者としては、1966年からドイツのフライブルク音楽大学で教鞭を執っていた。1991年エルンスト・フォン・ジーメンス音楽賞受賞。

### 家族・親族
- 妻：ウルスラ・ホリガー

## 演奏
オーボエのソリストとしては、1959年にジュネーヴ国際音楽コンクールや1961年にミュンヘン国際音楽コンクールで首位を獲得。国際的に名声ある演奏家であり、献呈されたオーボエ作品も数多い。
演奏家としてのレパートリーは広く、バロック音楽から現代音楽にまで多岐にわたる。ホリガー木管アンサンブルを主宰し、イ・ムジチと共にヴィヴァルディのオーボエ協奏曲の全曲録音を行うなど、主にバロック音楽の録音を行った。また、ヨーロッパ室内管弦楽団を指揮してシェーンベルク作品集の録音も残している。妻ウルズラ（故人）は著名なハープ奏者で、古楽器を用いたバロック音楽から、モダン・ハープによる近現代の音楽まで、広いレパートリーを持っていた。2017年には、東京オペラシティの同時代音楽企画「コンポージアム2017」に招かれ、自作超大作「スカルダネッリ・ツィクルス」が取り上げられた。
2023年には自作を含むプログラムで東京、横浜、京都でオーボエのリサイタルを行い、大阪フィルハーモニー交響楽団、名古屋フィルハーモニー交響楽団、札幌交響楽団、水戸室内管弦楽団でタクトをとるなど、高齢でも精力的な活動を見せている。
指揮者としては、ベルリン・フィルハーモニー管弦楽団、クリーヴランド管弦楽団、ロイヤル・コンセルトヘボウ管弦楽団、ロンドン・フィルハーモニー管弦楽団、ウィーン・フィルハーモニー管弦楽団、バイエルン放送交響楽団などを指揮している。

## 作品
初期の作品はブーレーズからの直接の影響を受けており、『魔法の踊り手』（1963 - 1965）や『七つの歌』（1966 - 1967）のような作品は、典型的に60年代の現代音楽の前衛イディオムを取り入れた秀作であった。しかし、ホリガーは前衛イディオムの限界を早期に見極め、オーボエソロのための重音練習曲 （1971）や弦楽四重奏曲（1973）などでは、ホリガーの関心は奏者の呼吸や非日常的な触感の追求に移っていく。管弦楽のための『呼吸の弓／Atembogen』（1974 - 1975）でその成果は頂点に達し、やがてベケットやヘルダーリンのテクストの音楽化もライフワークとなっていく。
長い年月をかけて書かれた『スカルダネッリ・ツィクルス（ヘルダーリンの詩による、ソロ・フルートと小管弦楽、混声合唱とテープのための）』（1975 - 1991）は、ホリガーの音楽美学の集大成といわれた。2種の全曲録音が残されている。
他に大規模な作品としては、チューリッヒ歌劇場で自分で指揮を取ったオペラ『白雪姫』（1998）などが挙げられ、ヨーロッパのテレビで何度も放送されている。
1999年には、シフ・アンドラーシュのために『パルティータ』を作曲。ホリガーにとって久々のピアノ独奏作品と言うことで話題になった。種々の様式混合とともに、ピアノのキーを半分だけ下げるなどの「虚ろな音色」の使用も特徴的である。
日本では当初から「ブーレーズ門下」の一面だけが強調されていたが、2015年の来日時のレクチャーでは、音楽の本質を学んだのはヴェレシュからだったと強調し、その作品を演奏（オーボエ、指揮ともに）した。
同年、サントリーホール国際作曲委嘱シリーズにより「デンマーリヒト―薄明 ソプラノと大管弦楽のための5つの俳句」を世界初演した。